# Symphlebia nega
Symphlebia nega är en fjärilsart som beskrevs av Rothschild 1910. Symphlebia nega ingår i släktet Symphlebia och familjen björnspinnare. Inga underarter finns listade i Catalogue of Life.